# Laguna Vilacota
Die Laguna Vilacota ist ein See im Anden-Hochgebirge Südamerikas im südöstlichen Peru.
Die Laguna Vilacota liegt in der Region Tacna auf einer Höhe von 4.433 m über dem Meeresspiegel.
Die Laguna wird als Quellsee des Río Mauri gesehen, der von hier aus 220 km in östlicher Richtung fließt und bei Calacoto in den Río Desaguadero fließt. Die ersten 96 km fließt der Río Mauri auf peruanischem Gebiet und überquert dann die Grenze zum Nachbarland Bolivien, auf dessen Territorium sich die restlichen 124 km befinden.
Die Laguna Vilacota jat eine mittlere Länge von vier Kilometern und eine mittlere Breite von drei Kilometern, seine größte Ausdehnung in Nord-Süd-Richtung beträgt 4.400 m und in Ost-West-Richtung 3.700 m.